# Bellegarde (Tarn)
Bellegarde is een plaats en voormalige gemeente in het Franse departement Tarn in de regio Occitanie en telt 318 inwoners (1999). De plaats maakt deel uit van het arrondissement Albi.

## Geschiedenis
Bellegarde maakte deel uit van het kanton Villefranche-d'Albigeois tot dit op 22 maart 2015 werd opgeheven en de gemeente werd opgenomen in het op dezelfde dag gevormde kanton Le Haut Dadou, net als de buurgemeente Marsal waarmee Bellegarde op 1 januari 2016 fuseerde tot de commune nouvelle Bellegarde-Marsal.

## Geografie
De oppervlakte van Bellegarde bedraagt 11,2 km², de bevolkingsdichtheid is 28,4 inwoners per km².
De onderstaande kaart toont de ligging van Bellegarde (Tarn) met de belangrijkste infrastructuur en aangrenzende gemeenten.

## Demografie
Onderstaande figuur toont het verloop van het inwonertal (bron: INSEE-tellingen).